# Gyulaj
Gyulaj (dt.: Jowantzi) ist eine ungarische Gemeinde im Komitat Tolna.

## Sehenswürdigkeiten
- Römisch-katholische Kirche Jézus Mennybemenetele, erbaut 1754 (Barock)
- Römisch-katholische Kapelle Szűz Mária

## Verkehr
Durch Gyulaj führt die Landstraße Nr. 65158.